# Tour de France 1903
Vous lisez un « bon article » labellisé en 2015.
Le Tour de France 1903 est la 1re édition du Tour de France et a eu lieu en 1903, du 1er au 19 juillet. Course cycliste organisée par le journal L'Auto, elle se déroule en six étapes. Le parcours relie les principales villes françaises, Paris, Lyon, Marseille, Toulouse, Bordeaux et Nantes. L’un des favoris de l'épreuve, Maurice Garin, remporte trois étapes et le classement général avec près de trois heures d'avance sur le deuxième, Lucien Pothier, ce qui constitue le plus grand écart entre le vainqueur du Tour et son dauphin dans l'histoire de cette compétition. La longueur des étapes, disputées pour partie de nuit, varie de 268 à 471 km, pour un total de 2 428 km.
Cinquante-neuf coureurs prennent le départ, face au café « le Réveil-Matin » de Montgeron, mais seulement vingt-et-un d'entre eux figurent au classement général au terme des six étapes. En cas d'abandon, les coureurs peuvent néanmoins concourir lors des étapes suivantes, sans figurer toutefois au classement général. C'est notamment ce qui permet au Français Hippolyte Aucouturier et au Suisse Charles Laeser de remporter une victoire d'étape sur ce Tour, sans être classés à l'arrivée à Paris.
Suggérée à Henri Desgrange, le directeur du journal, par son collaborateur Géo Lefèvre, la création du Tour de France vise à encourager les ventes du quotidien face à son principal concurrent, Le Vélo, tout en promouvant l'industrie du cycle qui soutient financièrement L'Auto. Véritable succès populaire, salué par les différents organes de presse, le Tour de France est organisé à nouveau l'année suivante, en 1904 et le sera chaque année jusqu'à nos jours, hors périodes de guerre.

## Naissance du Tour de France
« Du geste large et puissant que Zola dans La Terre donne à son laboureur, L'Auto, journal d'idées et d'action, va lancer à travers la France, aujourd'hui, les inconscients et rudes semeurs d'énergie que sont nos grands routiers professionnels. »

— Henri Desgrange, édito du journal L'Auto du 1er juillet 1903

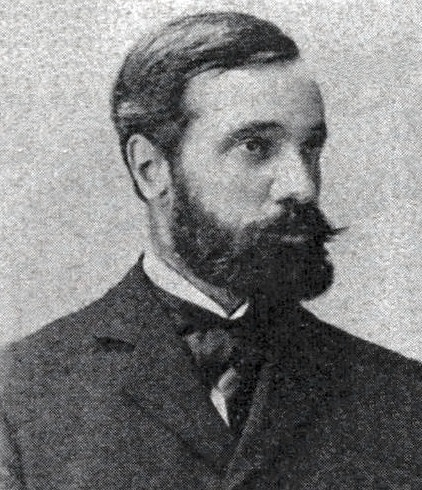
Henri Desgrange, créateur du Tour de France.

À la fin du XIXe siècle, le quotidien Le Vélo qui tire à 300 000 exemplaires détient le monopole de la presse spécialisée dans le sport. Son rédacteur en chef, Pierre Giffard, associe son journal à ses engagements personnels et prend position dans les colonnes de son quotidien en faveur du capitaine Dreyfus, ce qui déplaît aux industriels du cycle et de l'automobile, pour la plupart antidreyfusards et qui financent son journal par la publicité. L'un d'entre eux, le comte Jules-Albert de Dion, fondateur de la marque De Dion-Bouton, se fâche avec Pierre Giffard car ce dernier refuse de publier ses publicités automobiles dans Le Vélo. Il prend alors ses distances avec Pierre Giffard et décide de créer son propre journal, L'Auto-Vélo.
Il en confie la direction à Henri Desgrange, ancien coureur cycliste, premier recordman de l'heure et spécialiste de la presse sportive en tant que directeur d'un quotidien alors disparu, Paris-Vélo. Alors que Le Vélo est publié sur papier vert, Henri Desgrange fait éditer son quotidien sur papier jaune et affirme son programme, le soutien de l'industrie automobile et cycliste, conformément au souhait du comte de Dion et des principaux industriels qui appuient le projet, comme Édouard Michelin, Adolphe Clément-Bayard ou le baron Étienne van Zuylen van Nyevelt, président de l'Automobile Club de France. Lancé le 16 octobre 1900 à l'occasion de l'Exposition universelle et des Jeux olympiques de Paris, le quotidien est condamné le 2 janvier 1903 pour usurpation de titre lors d'un procès intenté par les directeurs du quotidien Le Vélo. Ne pouvant plus comporter le mot vélo, le journal est alors rebaptisé L'Auto,.
Craignant de perdre les lecteurs passionnés de cyclisme avec cette nouvelle appellation, Henri Desgrange sollicite ses collaborateurs afin d'élaborer une course qui dépasserait en renommée celles organisées par Le Vélo, tout en favorisant les ventes de L'Auto. Lors d'une conférence de rédaction, puis d'un déjeuner à la brasserie Le Zimmer, le journaliste Géo Lefèvre propose alors à son patron d'organiser une course cycliste qui ferait le tour de la France,. D'abord sceptique, Henri Desgrange approuve finalement le projet. Le 19 janvier 1903, L'Auto annonce dans sa une la création du Tour de France, « la plus grande épreuve cycliste jamais organisée », qui se disputerait du 1er juin au 5 juillet avec un droit d'entrée de 20 francs. Le Tour de France apparaît donc dès sa création comme un moyen de relancer les ventes du quotidien tout en soutenant l'industrie du cycle, qui bénéficie à travers la course d'une vitrine pour ses différents produits.

## Présentation

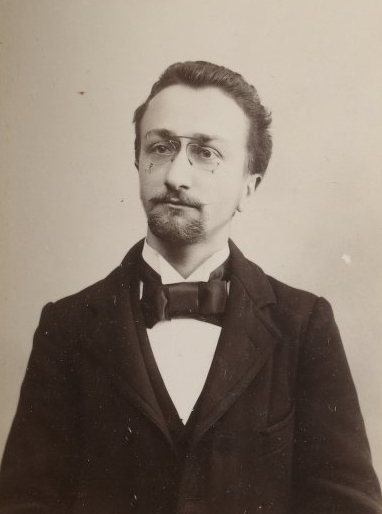
Alphonse Steinès, l'un des collaborateurs d'Henri Desgrange dans l'organisation du Tour de France.

### Règlement et organisation
Les frais occasionnés pour cette nouvelle compétition provoquent l'hésitation des coureurs professionnels ; alors que seulement quinze coureurs sont engagés à une semaine du départ, Henri Desgrange décide de reporter la course. Celle-ci est désormais programmée du 1er au 19 juillet. Plusieurs mesures sont prises afin d'attirer les concurrents : le droit d'entrée est réduit à dix francs, cinq francs sont promis aux cinquante premiers coureurs du classement général, ce qui correspond à la rémunération journalière moyenne d'un ouvrier, à condition qu'ils aient accompli chaque étape à une moyenne supérieure ou égale à 20 km/h, tandis que le montant total des gains atteint désormais 20 000 francs dont 3 000 pour le vainqueur du classement général final. Après ces modifications, quatre-vingts coureurs sont finalement inscrits pour l’intégralité de l’épreuve. Henri Desgrange annonce également que le Tour de France sera une course sans entraîneurs, une pratique pourtant répandue dans la plupart des courses de l'époque et qui consistait à ce qu'un ou plusieurs hommes se mettent au service d'un autre coureur pour lui ouvrir la route, imposer un rythme ou encore l'alimenter. Cette pratique faussait d'autant plus les résultats que l'on retrouvait dans une course des leaders aidés par des dizaines d'entraîneurs, ces derniers utilisant parfois même des engins motorisés, tandis que d'autres coureurs luttaient seuls. La direction du Tour de France interdit donc la présence de ces locomotives humaines et emploie de nombreux contrôleurs bénévoles placés tout au long du parcours afin de veiller à ce que les cyclistes n'aient jamais recours à la tricherie, sous peine d'exclusion sur-le-champ. Les coureurs reçoivent un brassard jaune et une bande de drap rouge à fixer dans le cadre de leur vélo et sur lesquels figure leur numéro d'engagement, afin de permettre aux contrôleurs de les reconnaître plus facilement, notamment la nuit. Enfin, un coureur qui abandonne lors d'une étape peut néanmoins courir la ou les suivantes, mais il ne peut plus figurer au classement général.
Contrairement au cyclisme moderne, les coureurs ne sont membres d'aucune équipe. Toutefois, vingt-et-un d'entre eux sont soutenus par un fabricant de vélos. La marque « La Française » est la plus représentée avec neuf coureurs dont Maurice Garin, l'un des favoris de la course. On trouve également au départ des cyclistes arborant les marques Gladiator, Crescent, Aiglon ou encore Herstal. Ce soutien leur permet notamment de bénéficier de soins ou de vélos neufs lors des points de contrôle fixe.
La couverture médiatique de l'épreuve est assurée par la présence de trois quotidiens sportifs nationaux : outre L'Auto, en sa qualité d'organisateur, Le Vélo, en la personne d'Alphonse Baugé et Le Monde sportif, en celle de Frantz Reichel, rapportent eux aussi les faits de course. D'autre part, la voiture de La Revue sportive est la seule à suivre ce premier Tour de France dans son intégralité. De nombreux journalistes sont présents le jour du départ, comme le rédacteur en chef de l'hebdomadaire sportif La Vie au grand air, mais également des représentants de la presse quotidienne d'informations, comme Le Figaro, L'Écho de Paris, La Presse, Le Matin ou Le Journal, ainsi que des représentants de la presse régionale, comme ceux de L'Ouest-Éclair ou de La Gironde, et un représentant de l'agence Havas.
Directeur de la course, Henri Desgrange est présent le jour du départ de l'épreuve mais reste ensuite à Paris pour s'occuper de la rédaction du journal L'Auto. C'est Géo Lefèvre qui est dépêché pour suivre la course et qui cumule les fonctions de commissaire, de juge à l'arrivée et d'envoyé spécial pour le quotidien. Alphonse Steinès et Georges Abran, chargés du protocole, suivent eux aussi la compétition, ce dernier étant par ailleurs chargé de donner le départ de chaque étape. Victor Goddet, grand administrateur du journal, se charge quant à lui de la partie financière de l'organisation, qui coûte plus de 40 000 francs à L'Auto,.

### Parcours

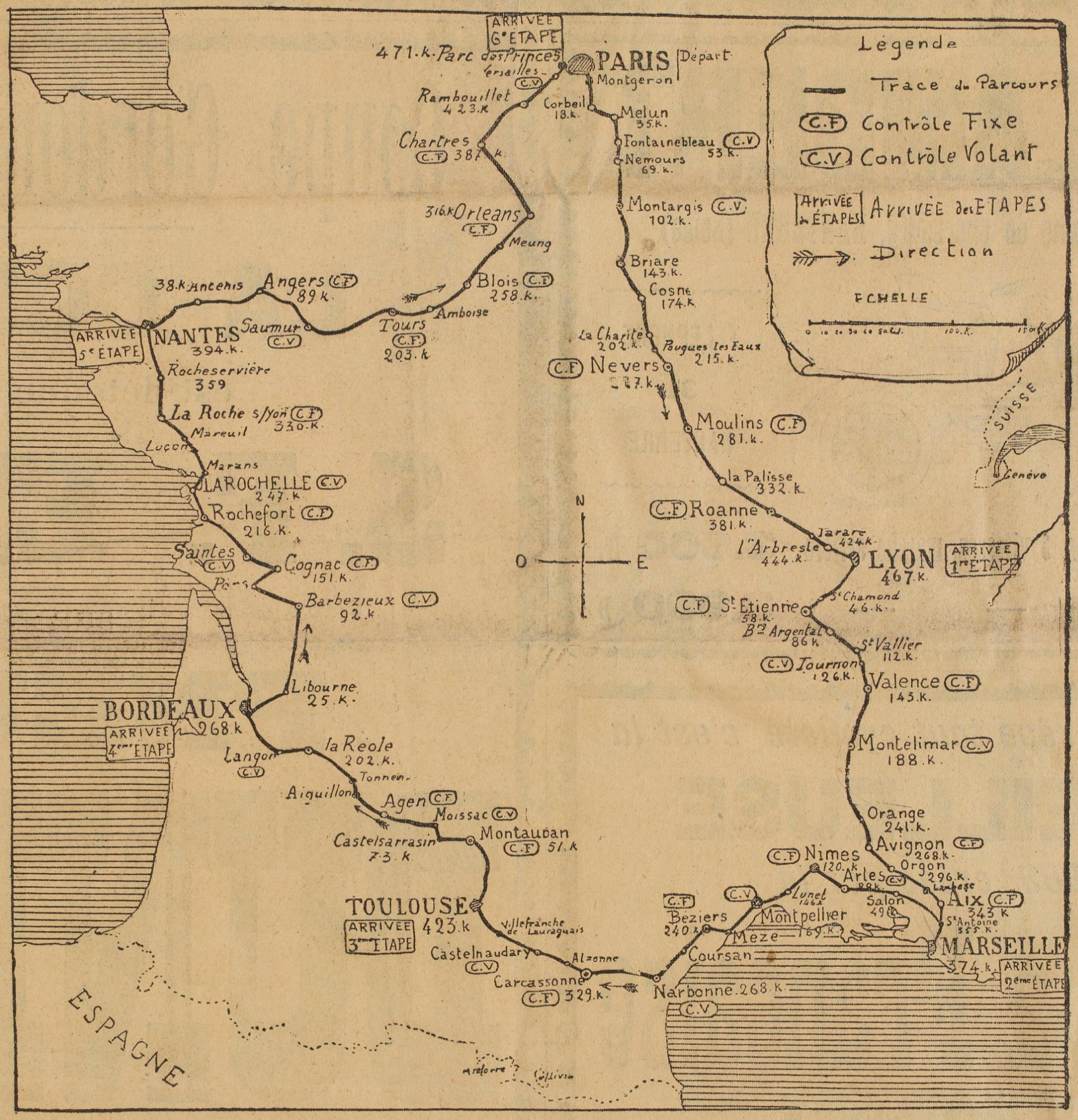
L'itinéraire détaillé, dans L'Auto-vélo du 1er juillet 1903.

Le Tour de France 1903 est disputé sur six étapes, reliant les plus grandes villes de France, Paris, Lyon, Marseille, Toulouse, Bordeaux et Nantes, pour un parcours total de 2 428 km. La longueur des étapes varie de 268 km pour la plus courte entre Toulouse et Bordeaux, à 471 km pour la plus longue entre Nantes et Paris. Le tracé du Tour permet notamment à certaines régions de découvrir pour la première fois une compétition cycliste de grande ampleur. Le départ des étapes se fait la plupart du temps la nuit, entre 23 h et 5 h du matin, afin d'éviter les fortes chaleurs. Les coureurs bénéficient d'un ou plusieurs jours de repos entre chacune des étapes. Le profil du parcours est relativement plat et le tracé évite les massifs montagneux, bien que les coureurs franchissent tout de même un col dépassant les 1 000 m d'altitude, le col de la République, situé après Saint-Étienne dans la deuxième étape entre Lyon et Marseille. Par ailleurs, plus que les montées, ce sont les descentes qui posent alors des difficultés pour les cyclistes, puisqu'ils courent sur des vélos dépourvus de roue libre, ce qui les oblige à maîtriser leur pédalage, seul moyen de ralentir.
À l'inverse des épreuves cyclistes sur piste, le Tour de France, en tant qu'épreuve itinérante, n'assure plus une bonne visibilité de la compétition. La presse joue alors un rôle déterminant dans la narration des différents faits de course, au-delà des simples résultats, ce qui entraîne l'obligation pour les journalistes d'utiliser les moyens de communication de l'époque pour remplir au mieux cette fonction. Le parcours du Tour de France intègre cette contrainte, puisque son tracé relie les grandes villes françaises en suivant le réseau ferroviaire. Comme le révèle Franco Cuaz, biographe de Maurice Garin, cela permet notamment à Géo Lefèvre d'assurer ses multiples fonctions au sein de la course en alternant les déplacements à vélo, en voiture et par train, au cours d'une même étape. Le parcours s'inspire également de celui-ci d'une autre épreuve par étapes, le Tour de France automobile, né quelques années plus tôt.
L'arrivée des étapes ne se fait pas en centre-ville, essentiellement pour des raisons de sécurité. À titre d'exemple, l'arrivée de la deuxième étape entre Lyon et Marseille est jugée dans le petit village de Saint-Antoine, à 13 km du centre-ville de Marseille, afin d'éviter les rails du tramway qui présentent un danger pour les cyclistes. Après avoir franchi la ligne d'arrivée, les coureurs sont acheminés vers un vélodrome où le public se masse pour assister à un tour de piste de la part des concurrents, une prime étant versée au coureur le plus rapide.

### Coureurs engagés

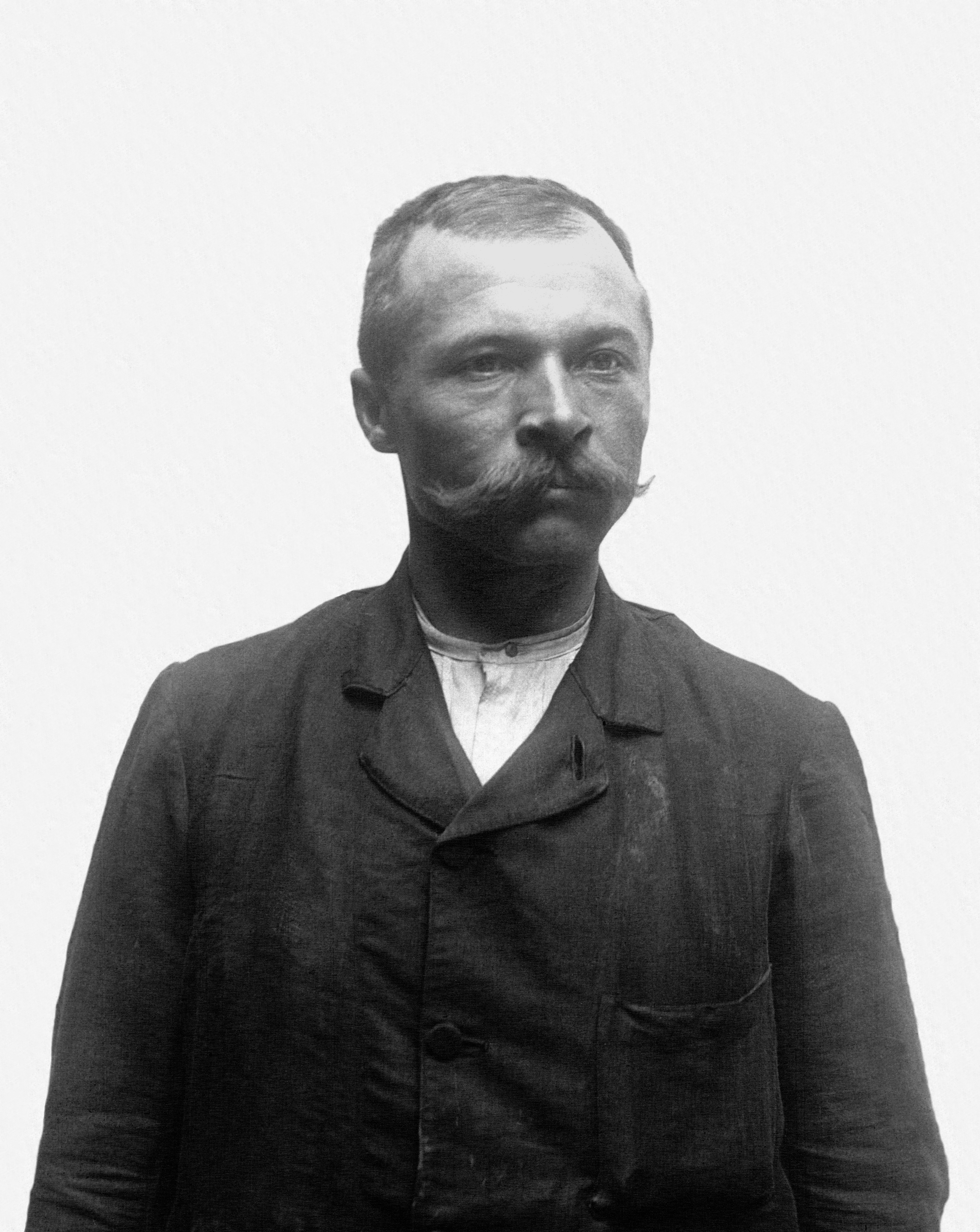
Maurice Garin figure parmi les favoris de l'épreuve.

Quatre-vingts coureurs sont initialement inscrits pour ce premier Tour de France dans son intégralité, mais seulement cinquante-neuf d'entre eux prennent effectivement le départ à Montgeron. Parmi ces engagés, on retrouve 47 Français, 5 Belges, 4 Suisses, 2 Allemands et 1 Italien. Par ailleurs, le règlement autorise l'inscription de coureurs pour une seule étape. Ainsi, 27 coureurs participent à une ou deux étapes isolées sans figurer dans la course au classement général car n’ayant pas participé à la première étape.
Maurice Garin et Hippolyte Aucouturier sont les deux principaux favoris de l'épreuve. D'origine italienne, Maurice Garin est considéré comme le meilleur cycliste de l'époque et possède déjà un grand palmarès : le « petit ramoneur » compte notamment deux victoires sur Paris-Roubaix (en 1897 et 1898) et s'est imposé sur des courses renommées comme Paris-Brest-Paris, Bordeaux-Paris, Paris-Cabourg, Paris-Le Mans, ou encore des épreuves sur piste, comme les 24 heures de Paris, disputées en 1895 sur le vélodrome des Arts libéraux et pendant lesquelles il parcourt 701 km,. De son côté, Hippolyte Aucouturier, surnommé l'« hercule de Commentry », est le coureur en forme de cette année 1903, durant laquelle il remporte à la fois Paris-Roubaix et Bordeaux-Paris.
Parmi les autres principaux concurrents, on retrouve l'Allemand Josef Fischer, vainqueur de la première édition de Paris-Roubaix en 1896 et de plusieurs courses à travers l'Europe comme Vienne-Berlin, une épreuve de 582 km, en 1893. L'Italien Rodolfo Muller possède lui aussi une solide expérience cycliste. Il a également été chargé par Henri Desgrange de reconnaître le parcours du Tour de France pendant le mois de mai précédant le départ afin de vérifier l'état des routes et d'identifier les principaux pièges du parcours. Les Français Jean Fischer, vainqueur de Paris-Tours en 1901, et Édouard Wattelier, qui remporte Toulouse-Luchon la même année puis Bordeaux-Paris en 1902, comptent eux aussi parmi les coureurs d'expérience. À l'inverse, de nombreux coureurs engagés sont amateurs, et certains n'ont d'ailleurs jamais participé à la moindre épreuve cycliste, à l'image de Jean Dargassies.

## Déroulement de la course

### 1reétape: Paris-Lyon

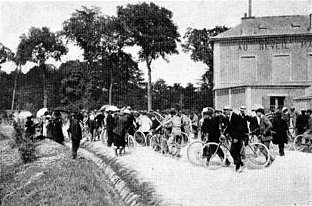
Le Café « Le Réveil-matin », le jour du départ de la première étape.

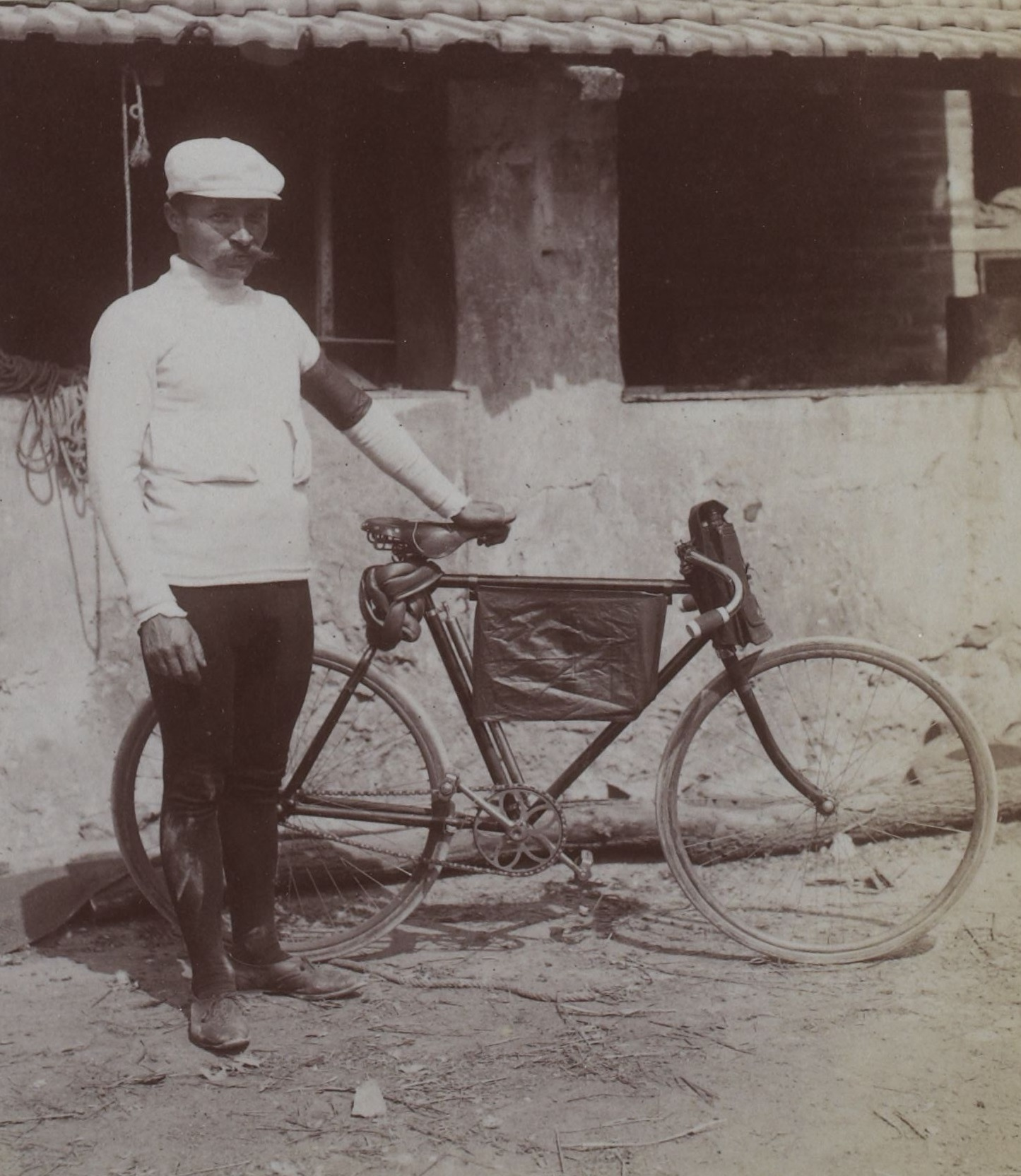
Garin au départ de la première étape.

Les coureurs se réunissent le mercredi 1er juillet à Montgeron, dans la banlieue sud de Paris, devant le café « Le Réveil-matin », où les organisateurs ont installé le point de contrôle dans une ambiance de fête foraine. La course s'élance de ce lieu et non de la capitale car Louis Lépine, préfet de police de la Seine, avait interdit les courses sur le territoire parisien. Les participants défilent un à un dans la grande salle de l'établissement pour signer la feuille d'engagement et recevoir leur brassard numéroté. Le départ effectif de la première étape est donné à 15 h 16 min, de la fourche faisant face au Réveil-Matin et qui se situe sur la commune voisine de Villeneuve-Saint-Georges.
Les organisateurs ont placé trois contrôles fixes tout au long des 467 km du parcours, le premier à Nevers au kilomètre 227, le deuxième à Moulins au kilomètre 281 et le troisième à Roanne au kilomètre 381, ainsi que deux contrôles volants, l'un à Fontainebleau, l'autre à Montargis, après respectivement 53 et 102 km. Dès les premiers kilomètres, Gustave Pasquier lance la première attaque de ce Tour de France, ce qui a pour effet d'étirer considérablement le peloton et de lâcher plusieurs coureurs. Le premier abandon est celui d'Édouard Wattelier, l'un des concurrents sérieux de ce Tour, qui s'arrête au contrôle de Montargis après avoir roulé pendant 18 km avec un pneu crevé. Sans pneu de rechange, il prend aussitôt le train et regagne Paris.
Alors que les coureurs approchent de Cosne-sur-Loire, après six heures de course, la plupart d'entre eux décident de s'arrêter dans une auberge pour se ravitailler, à l'exception de Maurice Garin, Émile Pagie et Léon Georget. Ce dernier laisse pourtant filer ses compagnons d'échappée, victime d'une crevaison avant Nevers. Les deux hommes de tête atteignent Nevers à 22 h 56 min, puis Moulins à 1 h 13 min, après une chute sans gravité de Maurice Garin. Léon Georget, troisième de la course, accuse déjà un retard de huit minutes sur les deux leaders à Moulins. Hippolyte Aucouturier, le rival de Maurice Garin pour la victoire finale, joue de malchance. Victime d'un problème de selle à la sortie de Cosne-sur-Loire, il arrive à Moulins avec plus d'une heure de retard sur la tête de course, se plaignant de problèmes d'estomac. Géo Lefèvre le réconforte et le convainc de repartir, mais il abandonne finalement à Lapalisse, une cinquantaine de kilomètres plus loin.
Après avoir dépassé Roanne à 5 h 15 min du matin, Maurice Garin et Émile Pagie franchissent le premier col du Tour de France : le col du Pin-Bouchain, qui s'élève à 759 m d'altitude après une montée de dix kilomètres, puis se dirigent vers Lyon. Émile Pagie chute à 200 mètres de la ligne d'arrivée, laissant la victoire à Maurice Garin, qui remporte l'étape en 17 h 45 min 13 s. Émile Pagie se classe 2e à 55 secondes du vainqueur, tandis que Léon Georget prend la 3e place à 34 min 59 s. Fernand Augereau et Jean Fischer, 4e et 5e, accusent un retard de plus d'une heure.
| Classement de la première étape et général provisoire à l’issue de celle-ci | Classement de la première étape et général provisoire à l’issue de celle-ci | Classement de la première étape et général provisoire à l’issue de celle-ci | Classement de la première étape et général provisoire à l’issue de celle-ci | Classement de la première étape et général provisoire à l’issue de celle-ci |
|                                                                             | Coureur                                                                     | Pays                                                                        | Équipe                                                                      | Temps                                                                       |
| --------------------------------------------------------------------------- | --------------------------------------------------------------------------- | --------------------------------------------------------------------------- | --------------------------------------------------------------------------- | --------------------------------------------------------------------------- |
| 1er                                                                         | Maurice Garin                                                               | France                                                                      | La Française                                                                | en 17 h 45 min 13 s                                                         |
| 2e                                                                          | Émile Pagie                                                                 | Belgique                                                                    | La Française                                                                | + 55 s                                                                      |
| 3e                                                                          | Léon Georget                                                                | France                                                                      | Bicyclette Aiglon                                                           | + 34 min 59 s                                                               |
| 4e                                                                          | Fernand Augereau                                                            | France                                                                      | La Française                                                                | + 1 h 2 min 48 s                                                            |
| 5e                                                                          | Jean Fischer                                                                | France                                                                      | La Française                                                                | + 1 h 4 min 53 s                                                            |
| 6e                                                                          | Marcel Kerff                                                                | Belgique                                                                    | —                                                                           | + 1 h 42 min 53 s                                                           |
| 7e                                                                          | Aloïs Catteau                                                               | Belgique                                                                    | La Française                                                                | + 1 h 48 min 55 s                                                           |
| 8e                                                                          | Ernest Pivin                                                                | France                                                                      | —                                                                           | + 1 h 49 min 57 s                                                           |
| 9e                                                                          | Léon Habets                                                                 | France                                                                      | Bicyclette Humber                                                           | + 2 h 8 min 15 s                                                            |
| 10e                                                                         | François Beaugendre                                                         | France                                                                      | —                                                                           | + 2 h 8 min 26 s                                                            |
| modifier                                                                    |                                                                             |                                                                             |                                                                             |                                                                             |

### 2eétape: Lyon-Marseille

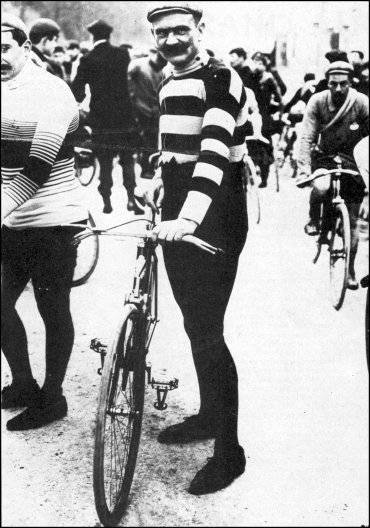
Hippolyte Aucouturier, qui avait abandonné dans la première étape, remporte la seconde.

La deuxième étape se déroule le dimanche 5 juillet sur un parcours de 374 km entre Lyon et Marseille. Le départ est donné du Café de la Paix, sur la place Bellecour. Accusé d'avoir triché en se faisant tracter au cours de la première étape, sans que ceci ait pu être prouvé, Jean Fischer s'échappe dès les premiers kilomètres de l'étape. Il arrive au premier contrôle fixe de Saint-Étienne, après 58 km de course, avec 7 minutes d'avance sur un groupe mené par le Belge Marcel Kerff et dans lequel on retrouve Hippolyte Aucouturier, qui n'est plus en course pour le classement général après son abandon lors de la première étape, mais peut tout de même prendre part aux autres étapes. Victime d'une chute à l'entrée de Saint-Étienne, après une crevaison à Rive-de-Gier, Maurice Garin accuse un retard de 9 minutes. Les coureurs abordent ensuite le col de la République, à 1 161 m d'altitude, dans lequel Jean Fischer perd peu à peu son avance, puis est rejoint au col. Hippolyte Aucouturier imprime un train soutenu dans la descente pour creuser plus encore les écarts.
Six coureurs arrivent groupés au deuxième contrôle fixe, prévu à Valence : Hippolyte Aucouturier, Édouard Wattelier, Victor Dupré, Henri Gauban, Léon Georget et Marcel Kerff. Le retard de Maurice Garin se porte alors à 12 minutes. Aucouturier et Georget profitent d'une légère montée à Donzère pour s'isoler en tête et passent le contrôle d'Avignon avec 25 minutes d'avance sur Maurice Garin. La fin de l'étape se dispute sous une chaleur accablante. L'arrivée est jugée à Saint-Antoine, à 13 kilomètres du centre de Marseille, afin d'éviter les dangers constitués par les rails et les pavés qui abondent en centre-ville. Les deux échappés se disputent la victoire mais c'est finalement Hippolyte Aucouturier qui franchit la ligne d'arrivée en premier. Eugène Brange, qui avait terminé à la dernière place à Lyon, se classe troisième, à 26 min 06 s du vainqueur, tout juste devant Maurice Garin, Rodolfo Muller et Lucien Pothier. Maurice Garin conserve la première place du classement général, avec 8 min 52 s d'avance sur Léon Georget.
| Classement de l'étape | Classement de l'étape | Classement de l'étape | Classement de l'étape | Classement de l'étape |
|                       | Coureur               | Pays                  | Équipe                | Temps                 |
| --------------------- | --------------------- | --------------------- | --------------------- | --------------------- |
| 1er                   | Hippolyte Aucouturier | France                | Bicyclette Crescent   | en 14 h 28 min 53 s   |
| 2e                    | Léon Georget          | France                | Bicyclette Aiglon     | + 0 s                 |
| 3e                    | Eugène Brange         | France                | —                     | + 26 min 6 s          |
| 4e                    | Maurice Garin         | France                | La Française          | + 26 min 7 s          |
| 5e                    | Jean Fischer          | France                | La Française          | + 26 min 7 s          |
| 6e                    | Lucien Pothier        | France                | La Française          | + 26 min 7 s          |
| 7e                    | Marcel Kerff          | Belgique              | —                     | + 39 min 36 s         |
| 8e                    | Fernand Augereau      | France                | La Française          | + 57 min 16 s         |
| 9e                    | Gustave Pasquier      | France                | La Française          | + 1 h 32 min 9 s      |
| 10e                   | François Beaugendre   | France                | —                     | + 1 h 32 min 9 s      |
| modifier              |                       |                       |                       |                       |

| Classement général | Classement général | Classement général | Classement général | Classement général  |
|                    | Coureur            | Pays               | Équipe             | Temps               |
| ------------------ | ------------------ | ------------------ | ------------------ | ------------------- |
| 1er                | Maurice Garin      | France             | La Française       | en 32 h 40 min 13 s |
| 2e                 | Léon Georget       | France             | Bicyclette Aiglon  | + 8 min 52 s        |
| 3e                 | Fernand Augereau   | France             | La Française       | + 1 h 34 min 0 s    |
| modifier           |                    |                    |                    |                     |

### 3eétape: Marseille-Toulouse

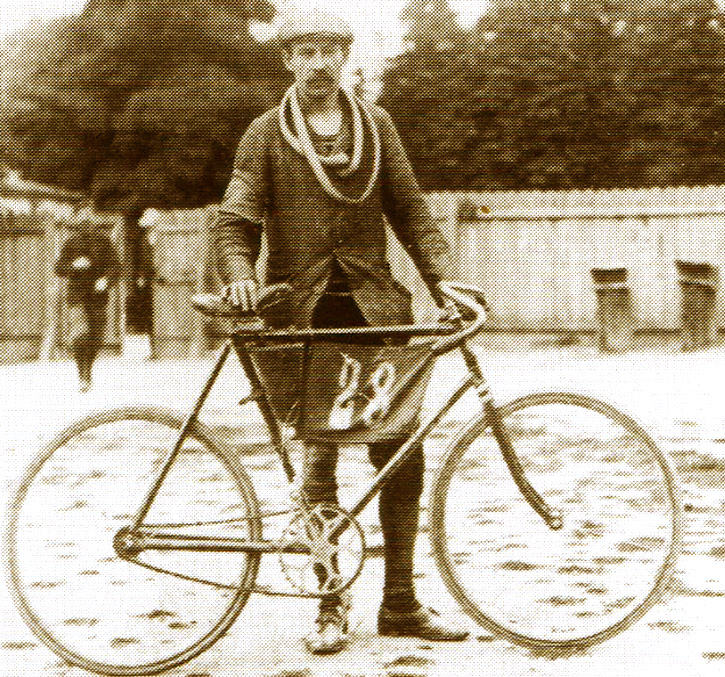
Le Belge Julien Lootens se classe troisième de l'étape.

Lors du repos à Marseille, les jours précédant le départ de la 3e étape, donné le mercredi 8 juillet, Henri Desgrange annonce une modification du règlement, qui vise à lutter contre les tricheurs. Le peloton sera désormais scindé en deux : les coureurs qui disputent toutes les étapes et qui luttent pour le classement général partiront ensemble, et une heure plus tard, un deuxième groupe, constitué des coureurs qui ne sont plus en course pour le classement général mais qui se contentent de lutter pour la victoire d'étape, s'élancera à son tour. Ce changement irrite notamment Hippolyte Aucouturier, contraint de s'élancer dans le deuxième groupe et qui considère que ce nouveau règlement constitue un handicap pour lui puisqu'il se retrouvera accompagné de coureurs de second plan qui ne rouleront pas aussi rapidement que les coureurs du premier peloton.
La troisième étape de ce Tour de France se déroule dans des conditions météorologiques difficiles pour les coureurs, en raison d'un fort mistral. Le premier peloton s'élance de Saint-Antoine, terme de la deuxième étape, à 22 h 30 min. Seuls cinq coureurs, dont Hippolyte Aucouturier, forment le second groupe, parti une heure plus tard. Dès la sortie de Pennes-Mirabeau, une dizaine de kilomètres après le départ, de nombreux coureurs sont lâchés dans la descente dite de l'« Assassin ». Un groupe de vingt-cinq coureurs arrive à Salon-de-Provence pour le premier contrôle fixe, dont Maurice Garin, le leader du classement général. Lorsque le second groupe atteint lui aussi Salon-de-Provence, il a déjà repris dix minutes au groupe de Maurice Garin. Trois coureurs se sont isolés au sein de ce groupe, dont Hippolyte Aucouturier, Émile Pagie et Marcel Vallée-Picaud, dit Valpic, mais ces deux derniers sont contraints à l'abandon à Arles, lors du deuxième contrôle fixe.
Dans la plaine de la Crau, quatre hommes mènent la course, Maurice Garin, Jean Dargassies, le Suisse Charles Laeser et René Salais. Peu après la sortie d'Arles, les quatre concurrents se trompent de route, ce qui leur vaut d'être dépassés par leurs poursuivants, dont Léon Georget, le second du classement général. Malgré cette erreur de parcours, qui leur coûte un retard de 15 minutes, Maurice Garin et ses compagnons d'infortune rejoignent la tête de course avant le troisième contrôle fixe, situé à Nîmes. Seul à l'arrière, Aucouturier a repris 23 minutes au premier groupe, ce qui lui permet d'être bien placé pour la victoire d'étape.
Alors que ce dernier poursuit sa remontée entre Montpellier et Carcassonne, doublant tour à tour les concurrents partis avant lui, le groupe de tête se réduit de nouveau à quatre hommes. Lucien Pothier, Eugène Brange et le Belge Julien Lootens se retrouvent autour de Maurice Garin. Plusieurs favoris sont irrémédiablement distancés : Léon Georget, souffrant de diarrhée, Marcel Kerff, qui ne bénéficie d'aucun soin lors des contrôles, et Fernand Augereau, victime de crevaisons à répétition. À Toulouse, Brange franchit la ligne d'arrivée en tête devant Lootens, Garin et Pothier, mais c'est bien Hippolyte Aucouturier qui remporte la victoire d'étape, après 423 km de course. Seul dans l'effort, et doublant presque tous les concurrents du premier peloton, il termine l'étape avec 32 minutes de moins que le groupe Maurice Garin. Ce dernier conforte toutefois son avance au classement général, avec près de 2 h d'avance sur Léon Georget.
| Classement de l'étape | Classement de l'étape | Classement de l'étape | Classement de l'étape | Classement de l'étape |
|                       | Coureur               | Pays                  | Équipe                | Temps                 |
| --------------------- | --------------------- | --------------------- | --------------------- | --------------------- |
| 1er                   | Hippolyte Aucouturier | France                | Bicyclette Crescent   | en 17 h 55 min 4 s    |
| 2e                    | Eugène Brange         | France                | —                     | + 32 min 22 s         |
| 3e                    | Julien Lootens        | Belgique              | Bicyclette Brennabor  | + 32 min 22 s         |
| 4e                    | Maurice Garin         | France                | La Française          | + 32 min 22 s         |
| 5e                    | Lucien Pothier        | France                | La Française          | + 32 min 22 s         |
| 6e                    | François Beaugendre   | France                | —                     | + 1 h 0 min 0 s       |
| 7e                    | Jean Fischer          | France                | La Française          | + 1 h 35 min 18 s     |
| 8e                    | Rodolfo Muller        | Italie                | La Française          | + 1 h 35 min 19 s     |
| 9e                    | Aloïs Catteau         | Belgique              | La Française          | + 1 h 35 min 20 s     |
| 10e                   | Marcel Kerff          | Belgique              | —                     | + 1 h 35 min 20 s     |
| modifier              |                       |                       |                       |                       |

| Classement général | Classement général | Classement général | Classement général | Classement général |
|                    | Coureur            | Pays               | Équipe             | Temps              |
| ------------------ | ------------------ | ------------------ | ------------------ | ------------------ |
| 1er                | Maurice Garin      | France             | La Française       | en 51 h 7 min 39 s |
| 2e                 | Léon Georget       | France             | Bicyclette Aiglon  | + 1 h 58 min 53 s  |
| 3e                 | Lucien Pothier     | France             | La Française       | + 2 h 58 min 1 s   |
| modifier           |                    |                    |                    |                    |

### 4eétape: Toulouse-Bordeaux

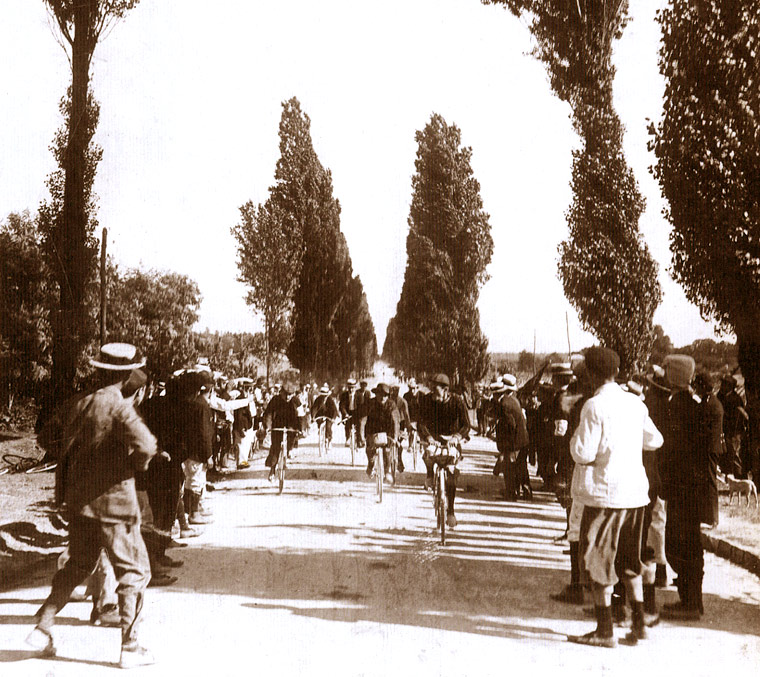
Charles Laeser, à gauche, vainqueur de l'étape à Bordeaux.

Le dimanche 12 juillet, les coureurs prennent part à la quatrième étape, la plus courte de ce Tour de France avec 268 km entre Toulouse et Bordeaux. Arrivé à Toulouse la veille, Henri Desgrange modifie à nouveau le règlement. Les 25 coureurs qui disputent encore le classement général s'élancent les premiers, munis d'un brassard vert, une heure avant ceux qui ne disputent que l'étape, munis d'un brassard jaune et qui sont cette fois accompagnés de coureurs amateurs de la région, porteurs d'un brassard blanc. À Montauban, un groupe de sept coureurs se porte en tête de la course, composé de Maurice Garin, Léon Georget, Marcel Kerff, Fernand Augereau, Eugène Brange, Julien Lootens et Jean Fischer. Dans la traversée de Montech, un chien provoque une lourde chute dans le groupe de tête, envoyant à terre la plupart des coureurs, qui peuvent néanmoins reprendre la course. Dans le deuxième groupe, Hippolyte Aucouturier impose son rythme et a déjà repris trois minutes au groupe Garin, ce qui lui permet d'envisager une nouvelle victoire d'étape. Mais à l'entrée du village de Golfech, peu avant le contrôle fixe d'Agen, il est à son tour mis au sol par la traversée d'un chien. Blessé à la jambe, il tente de poursuivre mais abandonne finalement quelques kilomètres plus loin.
Le Suisse Charles Laeser, lui aussi présent dans le deuxième groupe, rejoint le Belge Marcel Kerff, victime d'une crevaison. Il lui offre l'un de ses boyaux de rechange, et reçoit ensuite l'aide de ce dernier qui prend des relais appuyés pour le remercier. Sur la ligne d'arrivée, tracée sur le territoire de la commune de Villenave-d'Ornon, Julien Lootens passe en tête, devant l'Italien Rodolfo Muller, Léon Georget et Maurice Garin. Mais c'est finalement Charles Laeser qui réussit le meilleur temps, battant les coureurs du premier groupe de près de quatre minutes. Il devient donc le premier vainqueur d'étape non français du Tour de France. Maurice Garin, qui ne cède rien à ses concurrents, demeure en tête du classement général.
| Classement de l'étape | Classement de l'étape | Classement de l'étape | Classement de l'étape | Classement de l'étape |
|                       | Coureur               | Pays                  | Équipe                | Temps                 |
| --------------------- | --------------------- | --------------------- | --------------------- | --------------------- |
| 1er                   | Charles Laeser        | Suisse                | —                     | en 8 h 46 min 0 s     |
| 2e                    | Julien Lootens        | Belgique              | Bicyclette Brennabor  | + 4 min 3 s           |
| 3e                    | Rodolfo Muller        | Italie                | La Française          | + 4 min 3 s           |
| 4e                    | Léon Georget          | France                | Bicyclette Brennabor  | + 4 min 3 s           |
| 5e                    | Maurice Garin         | France                | La Française          | + 4 min 3 s           |
| 6e                    | Jean Fischer          | France                | La Française          | + 4 min 3 s           |
| 7e                    | Lucien Pothier        | France                | La Française          | + 4 min 3 s           |
| 8e                    | Eugène Brange         | France                | —                     | + 7 min 41 s          |
| 9e                    | Aloïs Catteau         | Belgique              | La Française          | + 7 min 41 s          |
| 10e                   | Jean Dargassies       | France                | Bicyclette Gladiator  | + 26 min 22 s         |
| modifier              |                       |                       |                       |                       |

| Classement général | Classement général | Classement général | Classement général | Classement général  |
|                    | Coureur            | Pays               | Équipe             | Temps               |
| ------------------ | ------------------ | ------------------ | ------------------ | ------------------- |
| 1er                | Maurice Garin      | France             | La Française       | en 59 h 50 min 42 s |
| 2e                 | Léon Georget       | France             | Bicyclette Aiglon  | + 1 h 58 min 53 s   |
| 3e                 | Lucien Pothier     | France             | La Française       | + 2 h 58 min 1 s    |
| modifier           |                    |                    |                    |                     |

### 5eétape: Bordeaux-Nantes

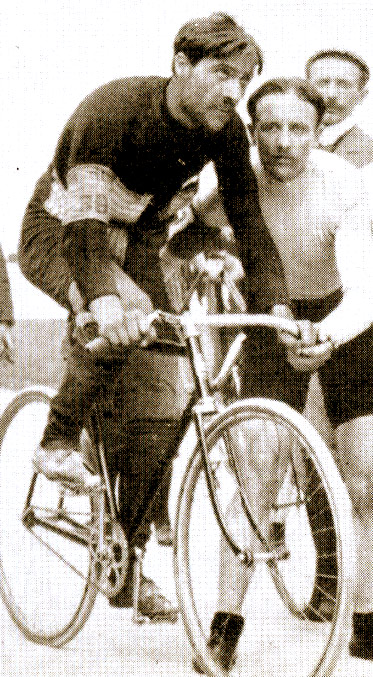
Fernand Augereau, qui se dit victime d'une agression de la part de Maurice Garin, remonte néanmoins à la 3e place du classement général.

Après seulement une journée de repos à Bordeaux, les coureurs s'élancent le lundi 13 juillet dans la 5e et avant-dernière étape du Tour, longue de 425 km entre Bordeaux et Nantes. Le départ est donné à 23 h de la place des Quatre pavillons, où démarre chaque année la course Bordeaux-Paris. Dès les premiers kilomètres, les favoris se livrent bagarre. À Cognac, après 151 km, Maurice Garin arrive en tête. Son frère Ambroise, présent uniquement sur cette étape et qui s'élance donc dans le second groupe, lui a déjà repris douze minutes. Maurice Garin, Fernand Augereau, Gustave Pasquier et Lucien Pothier, regroupés tous les quatre en tête de la course, franchissent Saintes, Rochefort et La Rochelle, tandis qu'Ambroise Garin paye ses efforts et perd peu à peu du terrain. L'arrivée de l'étape est jugée au vélodrome de Longchamp, de Nantes, après deux tours de piste. Plus puissant que ses adversaires, Maurice Garin remporte sa deuxième victoire dans le Tour, devant Pasquier et Pothier.
Onze minutes plus tard, Fernand Augereau franchit la ligne d'arrivée en larmes. Il accuse Maurice Garin de tricherie : celui-ci lui aurait demandé de lui laisser la victoire, ce que Fernand Augereau refuse. Maurice Garin demande alors à Lucien Pothier de faire chuter Augereau, puis piétine son vélo, rendant sa roue arrière hors d'usage. Il aurait également offert 100 francs aux autres coureurs du groupe pour qu'ils ne lui viennent pas en aide. Cet incident, auquel le quotidien L'Auto ne consacre pas une ligne de son journal, est relaté par Le Monde sportif.
Deuxième du classement général au départ de l'étape, Léon Georget vit un véritable calvaire. Fatigué, hors de forme, il est lâché dès le début de l'étape et s'arrête à plusieurs reprises pour se reposer. À bout de forces, il met pied à terre définitivement à proximité de Luçon, à 127 kilomètres de l'arrivée et s'endort chez un habitant qui lui offre l'hospitalité,. Maurice Garin possède alors près de 3 h d'avance sur son nouveau dauphin, Lucien Pothier, tandis que Fernand Augereau, malgré ses déboires, remonte à la troisième place.
| Classement de l'étape | Classement de l'étape | Classement de l'étape | Classement de l'étape | Classement de l'étape |
|                       | Coureur               | Pays                  | Équipe                | Temps                 |
| --------------------- | --------------------- | --------------------- | --------------------- | --------------------- |
| 1er                   | Maurice Garin         | France                | La Française          | en 16 h 26 min 31 s   |
| 2e                    | Gustave Pasquier      | France                | La Française          | + 0 s                 |
| 3e                    | Lucien Pothier        | France                | La Française          | + 0 s                 |
| 4e                    | Fernand Augereau      | France                | La Française          | + 10 min 37 s         |
| 5e                    | Ambroise Garin        | Italie                | —                     | + 33 min 34 s         |
| 6e                    | Rodolfo Muller        | Italie                | La Française          | + 36 min 33 s         |
| 7e                    | Jean Fischer          | France                | La Française          | + 1 h 4 min 3 s       |
| 8e                    | Marcel Kerff          | Belgique              | —                     | + 1 h 4 min 3 s       |
| 9e                    | Jean Dargassies       | France                | Bicyclette Gladiator  | + 1 h 21 min 9 s      |
| 10e                   | Ferdinand Payan       | France                | —                     | + 1 h 33 min 24 s     |
| modifier              |                       |                       |                       |                       |

| Classement général | Classement général | Classement général | Classement général | Classement général |
|                    | Coureur            | Pays               | Équipe             | Temps              |
| ------------------ | ------------------ | ------------------ | ------------------ | ------------------ |
| 1er                | Maurice Garin      | France             | La Française       | en 76 h 7 min 31 s |
| 2e                 | Lucien Pothier     | France             | La Française       | + 2 h 58 min 1 s   |
| 3e                 | Fernand Augereau   | France             | La Française       | + 4 h 29 min 14 s  |
| modifier           |                    |                    |                    |                    |

### 6eétape: Nantes-Paris

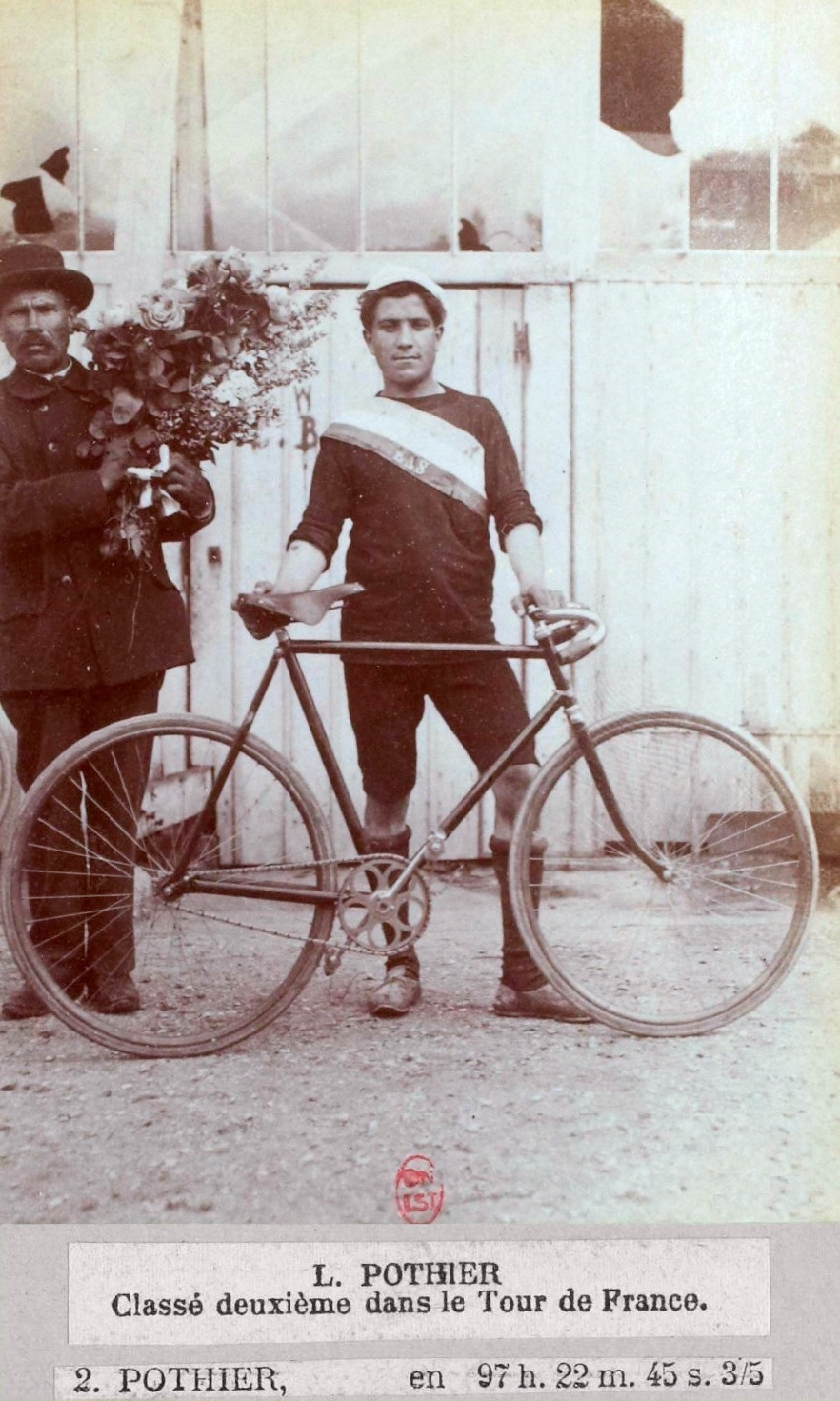
Lucien Pothier se classe deuxième de ce Tour de France.

La sixième et dernière étape, au départ de Nantes, se déroule le 18 juillet. L'arrivée ne pouvant être jugée à Paris, en raison de l'ordonnance prise par le préfet Lépine, elle se situe à Ville-d'Avray, après 471 km de course, soit le parcours le plus long de ce Tour de France. Alors qu'il a reçu des lettres de menace à la suite de l'incident qui l'a opposé à Fernand Augereau, Maurice Garin craint d'être attaqué sur la route et décide par conséquent d'abandonner sa traditionnelle veste blanche pour un gilet de couleur noire, afin qu'il ne soit pas reconnu. Au départ à Nantes, Augereau est acclamé tandis que Garin est copieusement sifflé. Le peloton des favoris est toujours groupé lorsque les coureurs traversent Angers, Tours, Blois puis Orléans, malgré les attaques régulières de Julien Girbe et Jean Fischer. Alors que Maurice Garin mène un train soutenu, les coureurs lâchent prise un à un dans la vallée de Chevreuse.
Dans la dernière difficulté du parcours, la côte de Picardie, Jean Fischer place une accélération que seul Fernand Augereau peut suivre. Dans la descente, Fischer est heurté par un spectateur qui traverse la route : il chute lourdement et abandonne tout espoir de victoire. Fernand Augereau demeure seul en tête, mais il est victime d'une crevaison au pneu arrière. Alors qu'il change de vélo, Maurice Garin le dépasse et gagne finalement l'étape, sa troisième dans le Tour de France. Il remporte également le classement général, avec une avance de 2 h 59 min sur Lucien Pothier. Malgré ses déboires, Fernand Augereau, prend la troisième place du classement final. Après avoir sablé le champagne, les coureurs du Tour remontent sur leur bicyclette pour rejoindre le vélodrome du Parc des Princes, situé à 9 km, où les organisateurs exigent d'eux un tour de piste devant 15 000 spectateurs.
| Classement de l'étape | Classement de l'étape | Classement de l'étape | Classement de l'étape | Classement de l'étape |
|                       | Coureur               | Pays                  | Équipe                | Temps                 |
| --------------------- | --------------------- | --------------------- | --------------------- | --------------------- |
| 1er                   | Maurice Garin         | France                | La Française          | en 18 h 9 min 0 s     |
| 2e                    | Fernand Augereau      | France                | La Française          | + 10 s                |
| 3e                    | Julien Lootens        | Belgique              | Bicyclette Brennabor  | + 10 s                |
| 4e                    | Jean Fischer          | France                | La Française          | + 1 min 20 s          |
| 5e                    | Lucien Pothier        | France                | La Française          | + 1 min 30 s          |
| 6e                    | Rodolfo Muller        | Italie                | La Française          | + 2 min 0 s           |
| 7e                    | Alexandre Foureaux    | France                | —                     | + 2 min 30 s          |
| 8e                    | Julien Girbe          | France                | —                     | + 2 min 35 s          |
| 9e                    | François Beaugendre   | France                | —                     | + 21 min 0 s          |
| 10e                   | Marcel Kerff          | Belgique              | —                     | + 53 min 0 s          |
| modifier              |                       |                       |                       |                       |

| Classement général | Classement général | Classement général | Classement général | Classement général  |
|                    | Coureur            | Pays               | Équipe             | Temps               |
| ------------------ | ------------------ | ------------------ | ------------------ | ------------------- |
| 1er                | Maurice Garin      | France             | La Française       | en 94 h 33 min 14 s |
| 2e                 | Lucien Pothier     | France             | La Française       | + 2 h 59 min 31 s   |
| 3e                 | Fernand Augereau   | France             | La Française       | + 4 h 29 min 24 s   |
| modifier           |                    |                    |                    |                     |

## Résultats

### Les étapes
La 1re édition du Tour de France cycliste est un parcours long de 2 428 kilomètres et découpé en six étapes.
| Étape     | Date             | Villes étapes                               |  | Distance (km) | Vainqueur d’étape                        | Leader du classement général |
| --------- | ---------------- | ------------------------------------------- |  | ------------- | ---------------------------------------- | ---------------------------- |
| 1re étape | mer. 1er juillet | Montgeron - Villeneuve-Saint-Georges – Lyon |  | 467           | Maurice Garin (17 h 45 min 13 s)         | Maurice Garin                |
| 2e étape  | dim. 5 juillet   | Lyon – Marseille                            |  | 374           | Hippolyte Aucouturier (14 h 28 min 53 s) | Maurice Garin                |
| 3e étape  | mer. 8 juillet   | Marseille – Toulouse                        |  | 423           | Hippolyte Aucouturier (17 h 55 min 04 s) | Maurice Garin                |
| 4e étape  | dim. 12 juillet  | Toulouse – Bordeaux                         |  | 268           | Charles Laeser (8 h 46 min 00 s)         | Maurice Garin                |
| 5e étape  | lun. 13 juillet  | Bordeaux – Nantes                           |  | 425           | Maurice Garin (16 h 26 min 31 s)         | Maurice Garin                |
| 6e étape  | sam. 18 juillet  | Nantes – Paris - Ville-d'Avray              |  | 471           | Maurice Garin (18 h 09 min 00 s)         | Maurice Garin                |

### Classement général

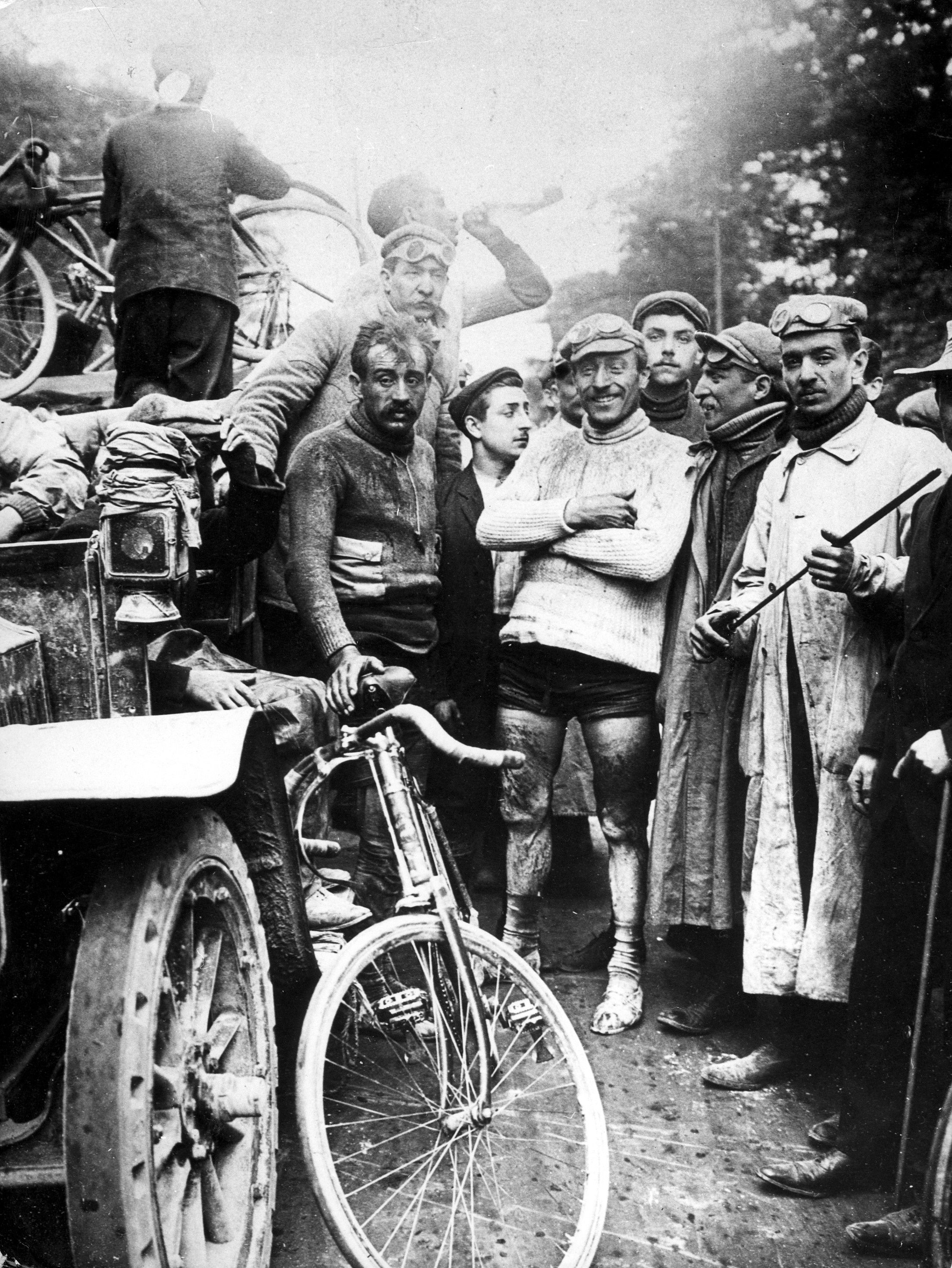
La fin du premier Tour. Maurice Garin le premier vainqueur (à droite) pose en compagnie de Léon Georget (à gauche).

Maurice Garin remporte le premier Tour de France de l'histoire en 94 h 33 min 14 s, soit une moyenne de 25,678 km/h sur les 2 428 kilomètres du parcours. Lucien Pothier termine à la deuxième place, avec un retard de 2 h 59 min 31 s. Maurice Garin détient le record du plus grand écart entre le vainqueur et le deuxième d'un Tour de France. Fernand Augereau complète le podium, à 4 h 29 min 24 s du premier. Finalement, 21 cyclistes seulement prennent part à l'ensemble des étapes et figurent ainsi au classement général final. Arsène Millocheau, « lanterne rouge » du Tour de France 1903, termine à plus de soixante heures de Maurice Garin. Bien qu'aucun coureur ne soit membre d'une équipe, dans l'acception moderne du terme, la marque La Française sort vainqueur de ce premier Tour de France, puisque les cinq premiers du classement général sont soutenus par cette marque.
| Classement final | Classement final    | Classement final | Classement final     | Classement final    |
|                  | Coureur             | Pays             | Équipe               | Temps               |
| ---------------- | ------------------- | ---------------- | -------------------- | ------------------- |
| 1er              | Maurice Garin       | France           | La Française         | en 94 h 33 min 14 s |
| 2e               | Lucien Pothier      | France           | La Française         | + 2 h 59 min 21 s   |
| 3e               | Fernand Augereau    | France           | La Française         | + 4 h 29 min 24 s   |
| 4e               | Rodolfo Muller      | Italie           | La Française         | + 4 h 39 min 30 s   |
| 5e               | Jean Fischer        | France           | La Française         | + 5 h 8 min 44 s    |
| 6e               | Marcel Kerff        | Belgique         | —                    | + 7 h 4 min 24 s    |
| 7e               | Julien Lootens      | Belgique         | Bicyclette Brennabor | + 9 h 33 min 8 s    |
| 8e               | Gustave Pasquier    | France           | La Française         | + 11 h 26 min 4 s   |
| 9e               | François Beaugendre | France           | —                    | + 11 h 54 min 14 s  |
| 10e              | Aloïs Catteau       | Belgique         | La Française         | + 13 h 46 min 57 s  |
| 11e              | Jean Dargassies     | France           | Bicyclette Gladiator | + 14 h 51 min 51 s  |
| 12e              | Ferdinand Payan     | France           | —                    | + 15 h 11 min 13 s  |
| 13e              | Julien Girbe        | France           | —                    | + 19 h 19 min 3 s   |
| 14e              | Isidore Lechartier  | France           | Bicyclette Gladiator | + 20 h 7 min 24 s   |
| 15e              | Josef Fischer       | Allemagne        | Bicyclette Brennabor | + 21 h 16 min 37 s  |
| 16e              | Alexandre Foureaux  | France           | —                    | + 27 h 53 min 3 s   |
| 17e              | René Salais         | France           | —                    | + 28 h 36 min 54 s  |
| 18e              | Émile Moulin        | France           | Bicyclette Primo     | + 45 h 43 min 26 s  |
| 19e              | Georges Borot       | France           | —                    | + 47 h 38 min 0 s   |
| 20e              | Pierre Desvages     | France           | Bicyclette Champion  | + 58 h 54 min 16 s  |
| 21e              | Arsène Millocheau   | France           | —                    | + 60 h 57 min 30 s  |
| modifier         |                     |                  |                      |                     |

## Réactions et retombées

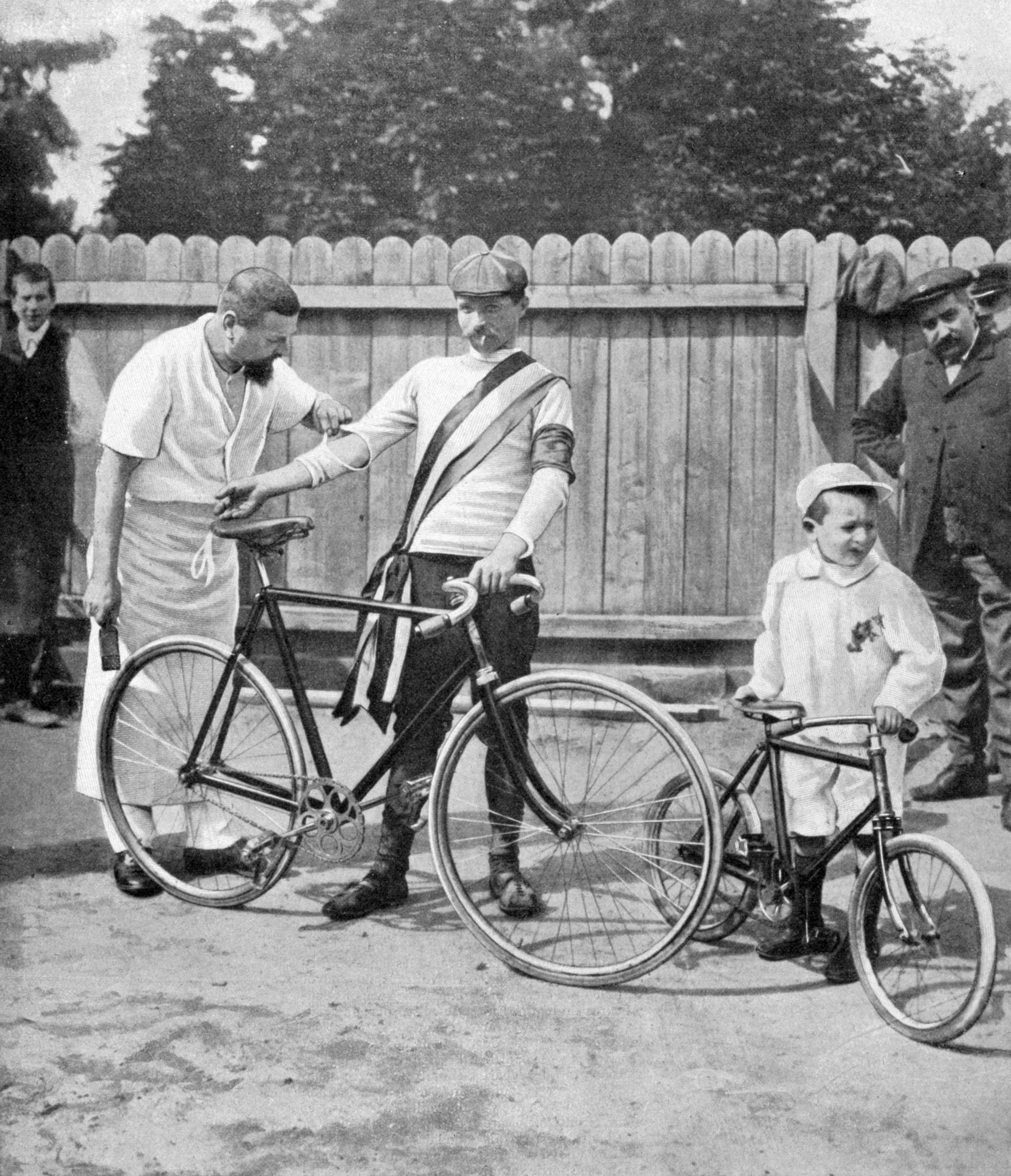
Maurice Garin, le vainqueur du Tour de France 1903.

La réussite de ce premier Tour de France est unanimement saluée dans la presse sportive de l'époque. Victor Breyer, rédacteur en chef du Vélo, écrit ainsi dans son journal : « Garin est sorti vainqueur de la colossale épreuve que fut le Tour de France et dont il nous faut impartialement constater le gros succès. » Jean Laffitte reconnaît quant à lui dans les colonnes du quotidien Le Monde Sportif que « le Tour de France nous aura fait connaître toute une légion de routiers exceptionnels qui vont, à l'avenir, donner un grand éclat à toutes les manifestations cyclistes sur route. » Les ventes de L'Auto, organisateur de l'épreuve, ont largement bénéficié de l'attention portée par le public à cet évènement : ses ventes ont ainsi augmenté considérablement, passant de 30 000 à 65 000 exemplaires par jour à la suite de cet évènement. Au lendemain de la 1re étape entre Paris et Lyon, une édition spéciale est même tirée à 93 000 exemplaires, tandis que l'édition spéciale suivant l'arrivée de Maurice Garin à Ville-d'Avray est tirée à 135 000 exemplaires.
Henri Desgrange, le patron du Tour, est pourtant mis en cause directement par les autres quotidiens sportifs, notamment pour sa décision de modifier le règlement en pleine course, en scindant en deux le peloton avant l'étape Marseille-Toulouse. Certains rédacteurs n'hésitent pas à qualifier ce premier Tour de France de « Tour d'essai ». De même, une série de tricheries sont dénoncées dans la presse tout au long de l'épreuve. Le quotidien La Provence sportive se montre particulièrement virulent en dénonçant une « course au trucage »,. Cela ne prive pas pour autant les coureurs du Tour de recevoir de nombreux éloges quant au courage dont ils ont fait preuve durant la compétition. Charles Terront, considéré comme le premier champion cycliste français de l'histoire après son succès dans le premier Paris-Brest-Paris en 1891, félicite ainsi Maurice Garin : « Vous, les coureurs du Tour, vous êtes des Géants, tu es le premier vainqueur du Tour de France, le pionnier de l'épopée cycliste, tu entres dans l'Histoire. Je t'admire. »

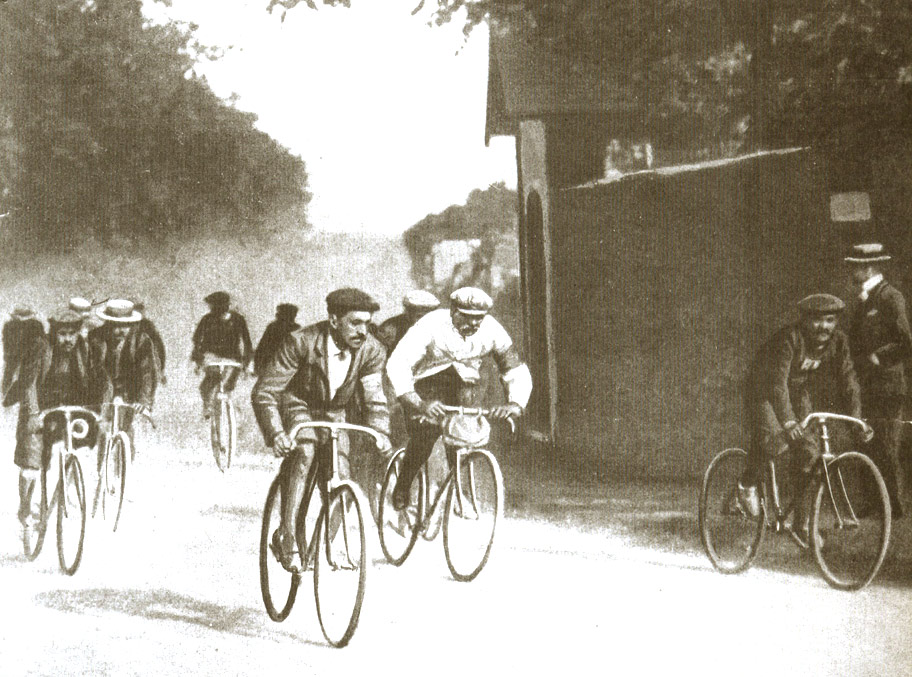
Le premier Tour de France est un succès populaire et attire de nombreux spectateurs, comme ce groupe de cyclistes accompagnant le futur vainqueur Maurice Garin.

La participation des coureurs au Tour de France accroît leur notoriété, notamment par rapport aux cyclistes sur piste, qui bénéficiaient auparavant d'un plus grand prestige et d'une plus grande reconnaissance auprès du public. Le départ et l'arrivée des étapes attirent régulièrement plusieurs milliers de spectateurs, tandis que les coureurs sont accueillis comme des héros quand ils traversent leur propre région, à l'image de Jean Dargassies sur l'étape Toulouse-Bordeaux. De la même manière, ils sont acclamés à leur retour à domicile une fois la course achevée. Des réceptions sont prévues pour chacun d'eux, au cours desquelles ils reçoivent récompenses et distinctions, comme Maurice Garin, fêté en héros à Lens. Le Belge Julien Lootens est même prié de donner une grande conférence sur le Tour de France au Café casino de Louvain. Les gains remportés par les coureurs sont toutefois très modestes. Vainqueur du classement général et de trois étapes, Maurice Garin totalise 6 125 francs de prime, loin devant Lucien Pothier et Fernand Augereau, qui gagnent respectivement 2 450 francs et 1 975 francs. Arsène Millocheau, dernier du classement général, n'a remporté aucune prime lors de l'épreuve puisqu'il n'a jamais réussi à atteindre les 20 km/h de moyenne exigés lors des étapes pour avoir droit aux rémunérations. Les organisateurs consentent néanmoins à lui verser les cinq francs d'indemnités quotidiennes pour récompenser son courage, soit un total de 95 francs. Ils en font de même pour tous ceux qui n'ont pas obtenu plus de 250 francs de prime au cours de l'épreuve.
Le Tour de France s'affirme dès sa première édition comme un véritable succès populaire. Le rédacteur en chef du quotidien La Petite Gironde, Maurice Martin, précise dans son édition du 13 juillet 1903 que lors de l'étape Toulouse-Bordeaux, dans chaque village, une foule des jours de fêtes s'est massée sur la route pour saluer les coureurs. L'engouement pour le Tour de France vaut à L'Auto de recevoir dès la fin de l'épreuve de nombreuses demandes de la part de coureurs souhaitant être parmi les premiers engagés du Tour de France 1904.